# Lomaspilis marginaria
Lomaspilis marginaria là một loài bướm đêm trong họ Geometridae.